# ザムトゲマインデ・ライネベルクラント
ザムトゲマインデ・ライネベルクラント (ドイツ語: Samtgemeinde Leinebergland) は、ドイツ連邦共和国ニーダーザクセン州ヒルデスハイム郡に属すザムトゲマインデ（集合自治体）である。この集合自治体は2016年11月1日にザムトゲマインデ・グローナウ (ライネ) とザムトゲマインデ・ドゥインゲンとが合併して成立した。行政機関はグローナウ (ライネ)市にあり、ドゥインゲン市に市民サービス窓口を備えた支所がある。ここはヒルデスハイム郡で唯一のザムトゲマインデである。

## 構成自治体
- アイメ（フレッケン）
- ドゥインゲン（フレッケン）
- グローナウ (ライネ)（市）

フレッケンは比較的大きな町村を意味する市町村区分である。

## 歴史
ザムトゲマインデ・グローナウ (ライネ) とザムトゲマインデ・ドゥインゲンは、2013年から統一したゼムトゲマインデ成立に向けて合併の交渉を行い、2014年冬にすべての構成自治体が合併に同意した。これと同時に、アイメを除くザムトゲマインデ・グローナウ (ライネ) の構成自治体をグローナウ (ライネ) 市に、ザムトゲマインデ・ドゥインゲンの構成自治体をドゥインゲンに統合することも併せて決定した。

## 行政

### 議会
ザムトゲマインデ・ライネベルクラントの議会は32議席からなる。これは人口15,001人から2万人のザムトゲマインデに対する議員定数である。
ザムトゲマインデの議会においては、これらの議員の他に、首長であるザムトゲマインデビュルガーマイスターも投票権を有している。

### 首長
フォルカー・ゼンフトレーベン (SPD) は、2021年9月12日の選挙で 68.26 % の支持票を獲得してザムトゲマインデビュルガーマイスターに選出された。

#### 過去の首長
- 2016年 - 2021年: ライナー・メルテンス (SPD)

### 紋章
図柄: 基部は銀の波型で、その中に2本の青い波帯。主部は金地で緑の三峰の山があり、その一番左（向かって右）の峰から跳ねる赤いシカ。

## 消防団
消防/防火活動は、専ら構成自治体とその地域の消防団によって行われている。
消防車両群は以下の6群に分けられる。
- 第1群: アイメ/バンテルン
- 第2群: デスペタール
- 第3群: ジーベンベルゲ
- 第4群: グローナウ (ライネ)
- 第5群: キュルフタール
- 第6群: ドゥインゲン/マリエンハーゲン